# 制兰园
制兰园（1920年10月20日—1989年6月24日），原名潘玉欢，越南象征主义诗人，作家。

## 生平
制兰园1920年10月20日出生于现址为越南广治省甘露县甘安社的一户潘姓家庭，他在平定省的归仁长大，该省有许多古代占族遗址。他虽不是占族，但在17岁出版“新诗派”诗集《萧残》（Điêu Tàn）时，取了以“制”字为姓氏的笔名（“制”为越南占族常见的姓氏）。革命时期，他的诗歌也满怀革命热情。

## 代表作

### 诗集
- 《萧残》（Điêu Tàn，1937年）
- 《寄给你们》（Gửi Các Anh，1954年）
- 《阳光与淤沙》（Ánh Sáng và Phù Sa，1960年）
- 《抗敌诗抄》（Những bài thơ đánh giặc，1972年）
- 《伟大的日子》（Ngày vĩ đại，1975年）
- 《石上的花》（Hoa trên đá，1984年）

### 散文集
- 《金星》（Vàng sao，1942年）
- 《访问中国》（Thăm Trung Quốc，1963年）
- 《愤怒的日子》（Những ngày nổi giận，1966年）

### 评论集
- 《诗文讲话》（Nói chuyện thơ văn，1960年）
- 《文学批评》（Phê bình văn học，1962年）
- 《思考和评论》（Suy nghĩ và bình luận，1971年）